# Joseph Bertrand (sportiv)
Joseph Bertrand (n. 13 iulie 1877, Helstroff⁠(d), Alsacia-Lorena, Franța – d. 5 august 1918, Lomme⁠(d), Nord-Pas-de-Calais, Franța) a fost un jucător de polo pe apă ce a reprezentat Franța, medaliat olimpic. A participat la o ediție a Jocurilor Olimpice (1900) în care a câștigat o medalie de argint.